# Сєргов Олексій Іванович
Олексій Іванович Сєргов (рос. Алексей Иванович Сергов; нар. 6 січня 1914 Одеса,Херсонська губернія,Російська імперія — пом. 15 червня 1990 Одеса,УРСР,СРСР) — російськи радянський льотчик-ас часів Другої світової війни, штурман 508-го винищувального авіаційного полку (205-а винищувальна авіаційна дивізія, 5-й винищувальний авіаційний корпус, 2-а повітряна армія). Генерал-майор авіації. Герой Радянського Союзу (1943).

## Життєпис
Народився 6 січня 1914 року в місті Одесі в родині робітника. У 1931 році закінчив школу ФЗУ, у 1933 році — 2 курси Одеського залізничного технікуму. Працював модельником по дереву, згодом — майстром модельного цеху експериментальних майстерень в Одесі.
До лав РСЧА призваний у 1937 році. У 1938 році закінчив Борисоглібську військову аваіційну школу. Брав участь у радянсько-фінській війні 1939–1940 років.
Учасник німецько-радянської війни з 22 червня 1941 року. Член ВКП(б) з 1941 року. Воював на Південно-Західному, Брянському, Степовому, Воронезькому і 1-у Українському фронтах. До січня 1943 року служив у 17-у винищувальному авіаційному полку пілотом, ад'ютантом ескадрильї, літав на винищувачах І-153 і ЛаГГ-3. З січня 1943 по травень 1944 року — штурман 508-го винищувального авіаційного полку, літав на винищувачах Як-7 і «Аерокобра». З травня 1944 року й до кінця війни — командир 21-го гвардійського винищувального авіаційного полку.
Всього за роки війни здійснив понад 400 бойових вильотів, провів 72 повітряних бої, у яких збив особисто 15 й у складі групи — 19 літаків супротивника.
Після закінчення війни продовжив військову службу в частинах ВПС СРСР. У 1951 році закінчив Вмщі льотно-тактичні курси удосконалення командного складу, а у 1957 році — Військову академію Генерального штабу СРСР. З 1960 року генерал-майор авіації О. І. Сєргов — у запасі.
Мешкав у Одесі, працював на різних посадах в органах цивільної оборони. Помер 15 червня 1990 року. Похований на Таїровському кладовищі.

## Нагороди
Указом Президії Верховної Ради СРСР від 28 вересня 1943 року за зразкове виконання бойових завдань командування на фронті боротьби з німецькими загарбниками та виявлені при цьому відвагу і героїзм, майорові Сєргову Олексію Івановичу присвоєне звання Героя Радянського Союзу з врученням ордена Леніна і медалі «Золота Зірка» (№ 1496).
Також був нагороджений трьома орденами Червоного Прапора (13.09.1942, 22.10.1944, 25.04.1945), двома орденами Вітчизняної війни 1-го ступеня (12.05.1945, 11.03.1985), трьома орденами Червоної Зірки (06.11.1941, …) і медалями.